# Нету Жорже, Луиза
Луиза Нету Жорже (порт. Luiza Neto Jorge, 10 мая 1939, Лиссабон – 23 февраля 1989, там же) – португальская поэтесса, переводчик, сценарист.

## Биография
Дочь адвоката. С детства страдала астмой. Училась во французском женском экстернате. В 1957 году поступила на филологический факультет Лиссабонского университета, основала там университетский театр. Учебного курса не кончила, в 1961 году уехав в Фару, а затем в Париж, где провела 8 лет (1962-1970). Входила в группу Poesia 61.
Обрабатывала для театра  классические произведения европейской литературы (Дидро и др.), писала сценарии для фильмов Паулу Роши, Сольвейг Нордлунд, Маргариды Жил, Алберту Сейшаса Сантуша и др. В её переводах были опубликованы маркиз де Сад, Нерваль, Верлен, Аполлинер, Юрсенар, Бретон, Селин, Мишо, Ионеско, Жене, Виан, Паницца, Гарсиа Лорка, Гомбрович.
В последние годы жизни лишь несколько стихотворений поэтессы были опубликованы в периодике. Полное собрание стихов вышло отдельным изданием  в 1993 году, показав уникальный масштаб её дара и вклада в португальскую лирику.

## Книги
- Noite Vertebrada (1960)
- Terra Imóvel (1964)
- O Seu a Seu Tempo (1966)
- Dezanove Recantos (1969)
- Os Sítios Sitiados, собрание стихотворений (1973)
- A Lume (1989)
- Poesia (1960-1989) (1993)

## Переводы на русский язык
- Из  португальской поэзии XX-XXI веков: традиция и поиск //«Иностранная литература». Перевод и вступление И.Фещенко-Скворцова – 2017. – № 4. – С. 107-125.  ISSN: 0130-6545

<http://magazines.gorky.media/inostran/2017/4/iz-portugalskoj-poezii-hh-hhi-vekov-tradiciya-i-poisk.html Архивная копия от 2 февраля 2019 на Wayback Machine
- И.Фещенко-Скворцова. Эссе: Из португальской поэзии ХХ — XXI веков Луиза Нету Жорж // Поэзия.ру. (Электронный ресурс). https://poezia.ru/works/127613 Архивная копия от 19 января 2019 на Wayback Machine